# Acasilus tigrimontis
Acasilus tigrimontis là một loài ruồi trong họ Asilidae. Acasilus tigrimontis được Londt miêu tả năm 2005. Loài này phân bố ở vùng nhiệt đới châu Phi.